# Jorge Mufarech
Jorge Yamil Mufarech Nemy (Chiclayo; Lambayeque, 12 de agosto de 1944) es un empresario y político peruano. Fue congresista de la república por Lima en el periodo 2001-2006 y ministro de Trabajo y Promoción Social del Perú durante el gobierno de Alberto Fujimori, desde el 5 de enero hasta el 15 de abril de 1999.

## Biografía
Nació en la ciudad de Chiclayo, ubicado en el departamento de Lambayeque, el 12 de agosto de 1944. Es hijo de José Mufarech Yapur y de Wadia Nemi Traad. Es también hermano de dirigente del Partido Popular Cristiano, exsenador y exgobernador regional de Lima Provincias, Miguel Ángel Mufarech.
Realizó sus estudios primarios y secundarios en el Colegio Champagnat ubicado en el distrito de Santiago de Surco de la ciudad de Lima. Ingresó a la Universidad Nacional de Ingeniería en el año 1962, donde fue elegido a los 17 años como dirigente estudiantil. Posteriormente interrumpe sus estudios para dedicarse a la industria textil. 
Dentro de su trayectoria como empresario textil, fundó y desarrolló las principales empresas textiles líderes del Perú como el Consorcio Industrial San Martín S.A, Tecnología Textil y POWELL S.A. Esta última fue premiada como empresa peruana del año 1999, en la categoría Empresa Industrial, rubro textil. Es miembro de la Sociedad Nacional de Industrias y fue elegido como representante del sector empresarial privado de Perú ante el Consejo Empresarial del Foro de Cooperación Económica de Asia Pacífico (APEC).

## Trayectoria política

### Ministro de Trabajo
El 5 de enero de 1999, Jorge Mufarech incursiona en el ámbito político al ser nombrado como ministro de Trabajo y Promoción Social del Perú por el presidente Alberto Fujimori, reemplazando al economista Jorge González Izquierdo.
Durante su gestión como ministro, se le recuerda el haber denunciado actos de corrupción en la Superintendencia Nacional de Aduanas. Mufarech afirmó la existencia de una red de corrupción que facilitaba el contrabando y que el Estado peruano dejó de recibir unos 10.000 millones de dólares en 10 años. La polémica desatada trajo consigo la renuncia de todo el gabinete ministerial presidido por Víctor Joy Way.
En abril de 1999, con la caída de todo el gabinete ministerial, Mufarech dejó el cargo y fue reemplazado por Pedro Flores Polo. A los pocos días, fue acusado por la Superintendencia de Aduanas sobre una supuesta subvaluación en la importación a Perú de un vehículo y fue blanco de amenazas dirigidas por Vladimiro Montesinos, cuestionado asesor presidencial de Fujimori. Tras dejar el cargo, Mufarech se convirtió en opositor al gobierno fujimorista.
En febrero del año 2000, el partido Somos Perú de Alberto Andrade anunció a Jorge Mufarech como candidato al Congreso de la República. Sin embargo, el gobierno de Alberto Fujimori reactivó el proceso penal en su contra e impidió la candidatura de Mufarech al Congreso debido a una Ley que prohibía postular al Parlamento a las personas que tengan acusaciones fiscales en su contra. Posteriormente decidió apoyar a Alejandro Toledo con la realización de la Marcha de los Cuatro Suyos.

### Congresista de la República
Luego de la caída de la dictadura de Alberto Fujimori, se convocaron a nuevas elecciones generales para el año 2001. En dichas elecciones, Mufarech se presentó nuevamente como candidato al Congreso de la República. Esta vez lo hizo como miembro del partido Perú Posible de Alejandro Toledo y finalmente fue elegido como congresista de la república, obteniendo 141,536 votos, para el periodo parlamentario 2001-2006.
Durante su labor parlamentaria, fue presidente de la Comisión de Industria (2001-2002), vicepresidente de las Comisiones de Defensa del Consumidor (2004-2005) y de Fiscalización (2005-2006). También se le recuerda el haber promovido denuncias contra los exministros Fernando Rospigliosi y Gino Costa.

## Controversias
Jorge Mufarech es cuestionado tras su acusación por el delito de defraudación tributaria durante su gestión como ministro. Una de sus denuncias fue por la compra de un Jaguar modelo KJG 4.0..
En agosto del 2009, denunció al bloguero y periodista José Alejandro Godoy tras la publicación de una serie de denuncias formuladas contra Mufarech en su blog 'Desde el Tercer Piso'. La denuncia fue polémica debido a que las acusaciones contra Mufarech eran públicas.
En el año 2011, WikiLeaks reveló unos audios de Mufarech con el expresidente Alejandro Toledo, donde dialogan sobre una influencia para evitar una investigación contra Mufarech cuando era congresista.

## Reconocimientos
- Ciudadano Honorario de la ciudad de Bérgamo, Italia.